# Уильямсон, Малколм
Малколм Уильямсон (англ. Malcolm Benjamin Graham Christopher Williamson; 21 ноября 1931, Сидней — 2 марта 2003, Кембридж) — австралийский композитор, пианист, органист, Мастер королевской музыки (1975—2003).

## Творчество
Малколм Уильямсон — автор десяти опер, шести балетов, большого количества оркестровых, хоровых и камерных произведений.
В своём творчестве Уильямсон обращался к таким редким жанрам музыки, как «Симфония для хора a cappella», «Симфония для арфы» и «Симфония для струнных».
Уильямсон писал также музыку для кино, театра и телевидения.

## Избранные музыкальные произведения
- First Symphony (Elavimini), 1956-57
- Overture 'Santiago de Espada', 1957
- Sinfonia Concertante, 1958-61
- Piano Concerto no 2, 1960
- The Brides of Dracula, Filmmusik, 1960
- Organ Concerto, 1961
- Symphony for Voices (for a cappella SATB choir), 1962
- Third Piano Concerto, 1962
- Vision of Christ-Phoenix für Orgel, 1962
- The Display, Ballett, 1963
- Violin Concerto, 1964
- Sinfonietta, 1965
- Five Preludes, für Klavier, 1966
- The Violins of Saint Jacques, Oper, 1966
- Pas de Quatre für Flöte, Oboe, Klarinette, Fagott und Klavier, 1967
- Piano Quintet, 1968
- From a Child’s Garden, Liedzyklus, 1968
- Crescendo, Filmmusik, 1969
- The Horror of Frankenstein, Filmmusik
- The Masks of Death, Filmmusik
- Second Symphony, 1969
- The Icy Mirror (Third Symphony), 1972
- Fourth Symphony, 1977
- Mass of Christ the King, 1978
- Fifth Symphony, 1980
- Ode for Queen Elizabeth, 1980
- Lament in Memory for Lord Mountbatten of Burma, 1980
- Sixth Symphony, 1981-82
- Seventh Symphony, (for string orchestra) 1984
- Lento for Strings, 1985
- The True Endeavour für Sprecher, Chor und Orchester, 1988
- The Dawn is at Hand, Chorsinfonie nach Gedichten von Oodgeroo, 1988
- Symphony Day that I have Loved (for harp), 1994
- With Proud Thanksgiving, 1995

## Награды
- Кавалер Ордена Британской Империи (CBE) — 1976
- Почетный Кавалер Ордена Австралии (АО) — 1987